# المطيعة
قرية المطيعة هي إحدى القرى التابعة لمركز أسيوط في محافظة أسيوط في جمهورية مصر العربية. حسب إحصاءات سنة 2006، بلغ إجمالي السكان في المطيعة 33374 نسمة، منهم 17357 رجل و16017 امرأة. ومن أعلامها محمد بخيت المطيعي مفتي الديار المصرية الأسبق.  